# Tunnel de la Meuse
Le tunnel de la Meuse ou tunnel sous la Meuse (en néerlandais : Maastunnel) est un tunnel sous la Nouvelle Meuse à Rotterdam aux Pays-Bas
Il a été décidé après des années de discussions, certains préférant un pont, mais celui-ci aurait entravé la circulation de gros navires.
La longueur est de 1 373 m pour les voies routières et de 1 070 m  pour les piétons.

## Historique

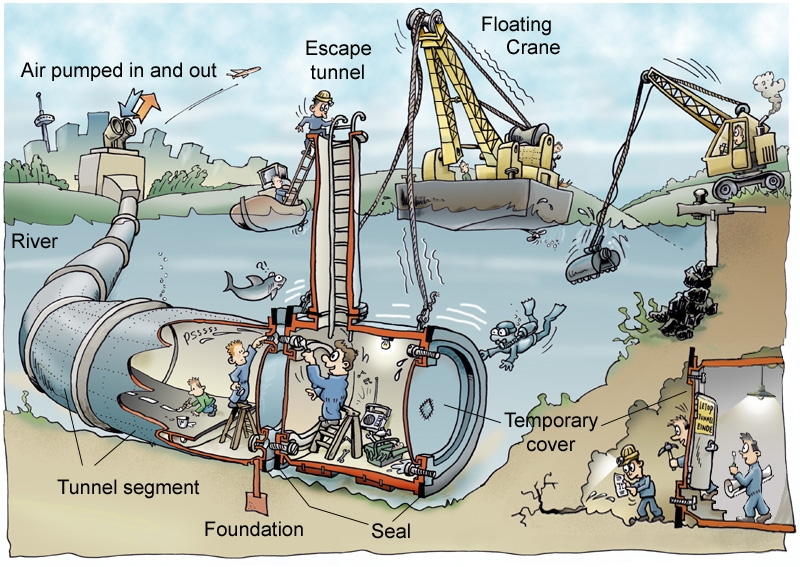
Schéma de la méthode de construction du tunnel de la Meuse.

Le tunnel est conçu en 1937. Il est alors le premier tunnel routier du pays et constitue une performance architecturale.